# L'Actu
Pour le quotidien camerounais, voir L'Actu (Cameroun).
 (mars 2018).
L'Actu est un journal quasi-quotidien qui paraît du lundi puis du mardi au samedi et est destiné aux adolescents dès 13 ans. Il comprend huit pages pour « 10 minutes de lecture par jour ». L'Actu est édité aux éditions Play Bac, qui publient aussi Le Petit Quotidien pour les 6-10 ans et Mon quotidien pour les 10-13 ans. Le 31 mars 2025, il passe au format baptisé quoti-hebdo, avec une édition papier chaque vendredi et le reste exclusivement numérique.

## Présentation
Il informe ses lecteurs de l'actualité en France et dans le monde. Construit en huit pages, ce journal traite des événements qui se sont passés chaque jour.
Le journal se revendique « 100% faits, 0% opinions », cela signifie que L'Actu ne donne pas son point de vue : il veille à rester neutre et impartial sans donner son avis, son opinion. Il ne transmet donc que les faits, c'est-à-dire qu'ils sont prouvables et incontestables. Même dans ses unes débat (ex. : « Pour ou contre le droit du sol? »), L’Actu reste impartial en mettant les opinions « pour » face aux opinions « contre ».
Fin 2007, la mise en page du journal est changée, dans le but de l'aérer et de mettre l'actualité en avant. Pour cela, le rédacteur en chef de L'Actu, François Dufour, fait appel aux services de Jeff Mignon, un designer de presse.
À partir de juin 2009, le quotidien est également publié le lundi sous forme d'un journal entièrement constitué de photos qui retracent l'actualité. Ce numéro « spécial photos » remplace ainsi « les meilleures photos du mois » et ce changement augmente légèrement le prix de l'abonnement. Cette édition du lundi est finalement supprimée.
Le journal a ouvert un site en août 2014 qui propose de lire les archives du quotidien en format pdf ainsi que des rubriques thématiques.
À partir du mardi 7 juillet 2015, une nouvelle maquette plus épurée est adoptée, avec comme couleur majeure le bleu.
L'Actu peut contenir de la communication sponsorisée, selon la politique éditoriale de sa maison d'édition,.

## Publications dérivées

### Les dossiers deL'Actu
Les dossiers de L'Actu sont des compléments de 4 pages que les lecteurs reçoivent le lundi en général qui sont classés en séries comme :
- Série actualité, les phénomènes qui se passent dans le monde ;
- Série économie, les mots du domaine expliqués à tous. Un dossier regroupe souvent 3 notions économiques ;
- Série écrivains, la vie des écrivains et leurs œuvres. Un dossier regroupe souvent 3 écrivains ;
- Série géographie, les pays du monde passés en revue ;
- Série histoire, les événements passés développés pendant une certaine période ;
- Série inventions, les inventions expliqués (origine, inventeur, utilisation...). Un dossier regroupe 3 inventions.
- Série métiers, présentation de différents métiers. Un dossier regroupe 3 métiers ;
- Série philosophes, la vie des philosophes et leurs idées. Un dossier regroupe souvent 3 philosophes.

### Numéros spécial photos
Les numéros spécial photos paraissaient tous les lundis et sont compris dans l'abonnement à L'Actu. Composés de « 12 pages tous en images », ils montrent l'actualité par les photos ou sont construits sur un thème commun à toutes les images (série policières américaines...).
Le lundi 13 avril 2015, le numéro spécial photos, qui sera finalement supprimé, est réduit à 8 pages avec des photos en format paysage.

### My weekly
Il est désormais possible de rajouter à son abonnement à l'Actu un journal de 4 pages entièrement en anglais publié tous les mercredis : My Weekly. Il traite de l'actualité mondiale en anglais. Une version audio de cet hebdomadaire est disponible sur Internet pour les abonnés à ce journal. Pour aider le lecteur, un dictionnaire de vocabulaire et de verbes est présent en page 4.

### Meine Woche
Il est aussi possible de s'abonner à un journal de 4 pages entièrement en allemand : Meine Woche. Pour aider le lecteur, un dictionnaire de vocabulaire et de verbes est présent en page 4. Ce journal paraît le vendredi.

### Mi Semanal
Il est également possible de s'abonner à un journal de 4 pages entièrement en espagnol : Mi Semanal. Pour aider le lecteur, un dictionnaire de vocabulaire et un de verbes est présent en page 4. Ce journal paraît le vendredi.

### L'éco
Les lecteurs (de façon indépendante) peuvent aussi s'abonner à L'Éco qui est un journal hebdomadaire publié le vendredi. Construit en huit pages, il entend informer ses lecteurs de l'actualité économique dans le monde. Il contient des graphiques, dictionnaire économique, comparaison de prix... Il s'adresse aux débutants en économie.

### Numéros spéciaux
Play Bac édite depuis 2006 des numéros spéciaux qui sortent en kiosques : 
- no 1 : Les 100 personnalités du 20e siècle (120 pages)
- no 2 : Les grands écrivains du 16e au 20e siècle (144 pages)
- no 3 : Les 100 dates-clés de l'histoire de France : de 52 av. J-C à 2002 (120 pages)
- no 4 : Les 50 personnalités du Nord-Pas-de-Calais (66 pages)
- no 5 : Cet été-là : musique, cinéma, sport, exploits, événements...de 1960 à 2006 (64 pages)
- no 6 : Les 100 dates-clés de l'histoire du 20e siècle (120 pages)
- no 7 : 50 métiers : nature, services, art, culture, inventions... (128 pages)
- no 8 : Les grands philosophes de l'Antiquité à nos jours (96 pages)
- no 9 : L'atlas du monde : géographie, politique, économie... (96 pages)
- no 10 : Les grandes dates de l'histoire des États-Unis du 17e siècle à nos jours (96 pages)
- no 11 : Les 100 mots-clés de l'économie : spécial bac (96 pages)
- no 12 : 50 inventions qui ont changé notre vie quotidienne (64 pages)
- no 13 : Les 100 dates-clés de l'histoire de France : de 52 av. J-C à nos jours (130 pages; réédition)
- no 14 : Les grands écrivains du 16e au 20e siècle (réédition)
- no 19 : Les philosophes de l'Antiquité à nos jours (70 pages)
- no 20 : 130 sites à découvrir en France (70 pages)
- no 21 : Les grandes dates de l'histoire des États-Unis (100 pages)
- no 22 : Les 100 mots-clés de l'économie : comprendre la crise (100 pages)

Ces numéros spéciaux en kiosque sont composés d'articles détaillés et de quiz sur les informations du magazine.

## Récompenses
- Play Bac (L'Actu, Mon quotidien et Le Petit Quotidien) a été récompensé par le prix Dauphine 2009 dans la catégorie prix spécial du jury pour sa « capacité à expliquer simplement l'économie [aux plus jeunes] ».

- En 2010, L'Actu remporte le Grand Prix de la Meilleure Une de la PQN. Titre : « Peut-on se suicider uniquement à cause de son boulot ? »[5].

## Résultats financiers
La société Play Bac Presse a réalisé en 2017 un chiffre d'affaires de 16 267 500 € et dégagé un résultat positif de 433 000 € avec un effectif de 14 personnes.